# Mas Obert
El Mas Obert és un edifici de Sant Gregori (Gironès) protegit com a Bé Cultural d'Interès Local.

## Descripció
Es tracta d'una construcció de planta rectangular desenvolupada en planta baixa i pis. La coberta és de teula àrab a dues vessants i acabada amb un ràfec de dues fileres de teula. Les parets portants són de maçoneria amb restes d'arrebossat de calç a les façanes que deixen a la vista els carreus de les obertures i les cantonades. La porta principal és emmarcada per dovelles que formen un arc de mig punt. Sobre la porta i a nivell del pis hi ha una finestra geminada amb arcs de mig punt, la resta de finestres del pis són d'inspiració medieval. L'interior s'estructura en tres crugies perpendiculars a la façana principal. Els sostres són fets amb bigues de fusta. Exteriorment hi ha un paller adossat a la façana sud.